# Politisches System in der Mongolei
Das politische System in der Mongolei hat sich seit 1990 aus einem Einparteiensystem entwickelt und gilt als parlamentarische Demokratie. 1989 war es in der Mongolei ähnlich wie in anderen sozialistischen Ländern zum Sturz der Einheitspartei gekommen. Daraufhin entstand ein Mehrparteiensystem. 1990 fanden die ersten Wahlen unter den neuen Bedingungen statt.

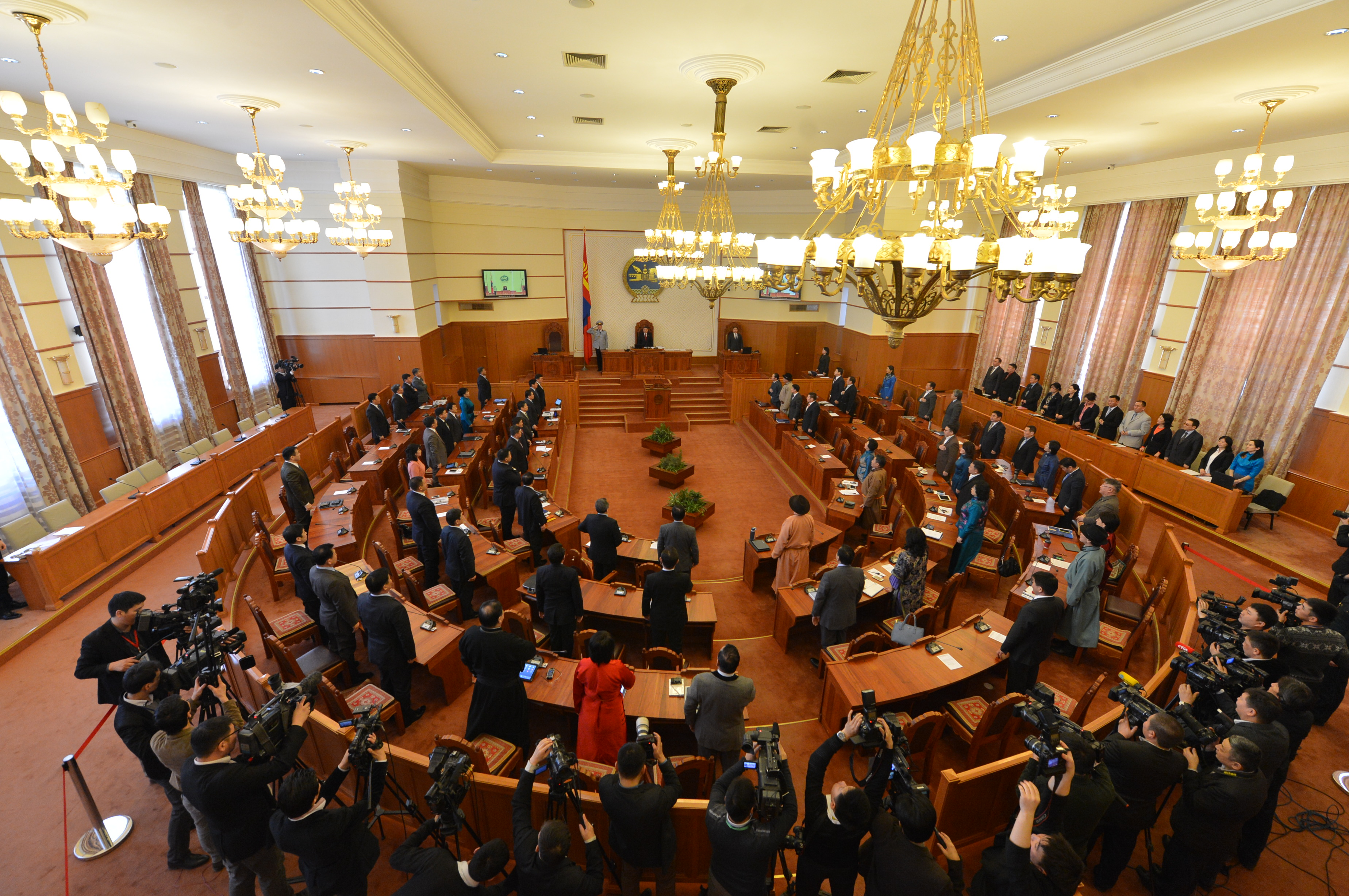
Plenarsaal des Großen Staats-Chural

Die 1992 in Kraft getretene Verfassung hat sich das Grundgesetz der Bundesrepublik Deutschland und besonders die Verfassung Frankreichs als Vorbilder genommen. 2001 erfolgte eine Verfassungsrevision, bei der z. B. der Einfluss des Staatspräsidenten wieder etwas reduziert wurde.
Die Gewaltenteilung zwischen Legislative, Exekutive und Judikative entspricht nicht ganz den westeuropäischen Vorstellungen: So setzt sich die Legislative aus dem Staatspräsidenten und dem Parlament zusammen. Das Parlament besteht nur aus einer Kammer. Der Staatspräsident wird für jeweils vier Jahre direkt gewählt, mit einer Beschränkung auf zwei Amtszeiten. Er ist gleichzeitig Staatsoberhaupt, Oberkommandierender der Streitkräfte und Vorsitzender des nationalen Sicherheitsrates. Der Staatspräsident kann – ähnlich wie in Frankreich – ein Veto gegen Gesetzesvorlagen einlegen, das nur mit einer Zweidrittelmehrheit des Parlaments überstimmt werden kann. Der Vorsitzende des Parlaments ist zugleich Stellvertreter des Staatspräsidenten und Mitglied des nationalen Sicherheitsrates.
Das Einkammerparlament wird Großer Staats-Chural genannt, umfasst 76 Abgeordnete und wird alle vier Jahre gewählt. Bis zur Parlamentswahl 2012 wurden 48 Abgeordnete in ebenso vielen Wahlkreisen nach dem Mehrheitsprinzip direkt gewählt, die restlichen 28 Sitze wurden nach dem Verhältniswahlrecht unter allen Parteien aufgeteilt, die mindestens fünf Prozent der Stimmen erhielten. Kurz vor der Wahl 2016 wurde das Wahlsystem auf ein reines Mehrheitswahlsystem umgestellt, so dass nunmehr alle 76 Abgeordnete nach dem Mehrheitsprinzip gewählt werden. wobei auf die Hauptstadt Ulaanbaatar 28 und auf den Rest des Landes 48 Wahlkreise entfallen.
Die Exekutive besteht aus dem Staatspräsidenten und der übrigen Regierung. Der Staatspräsident schlägt dem Parlament den Ministerpräsidenten vor. Dieser und die übrigen Regierungsmitglieder müssen vom Parlament bestätigt werden und amtieren ebenfalls vier Jahre lang.

## Politische Geschichte

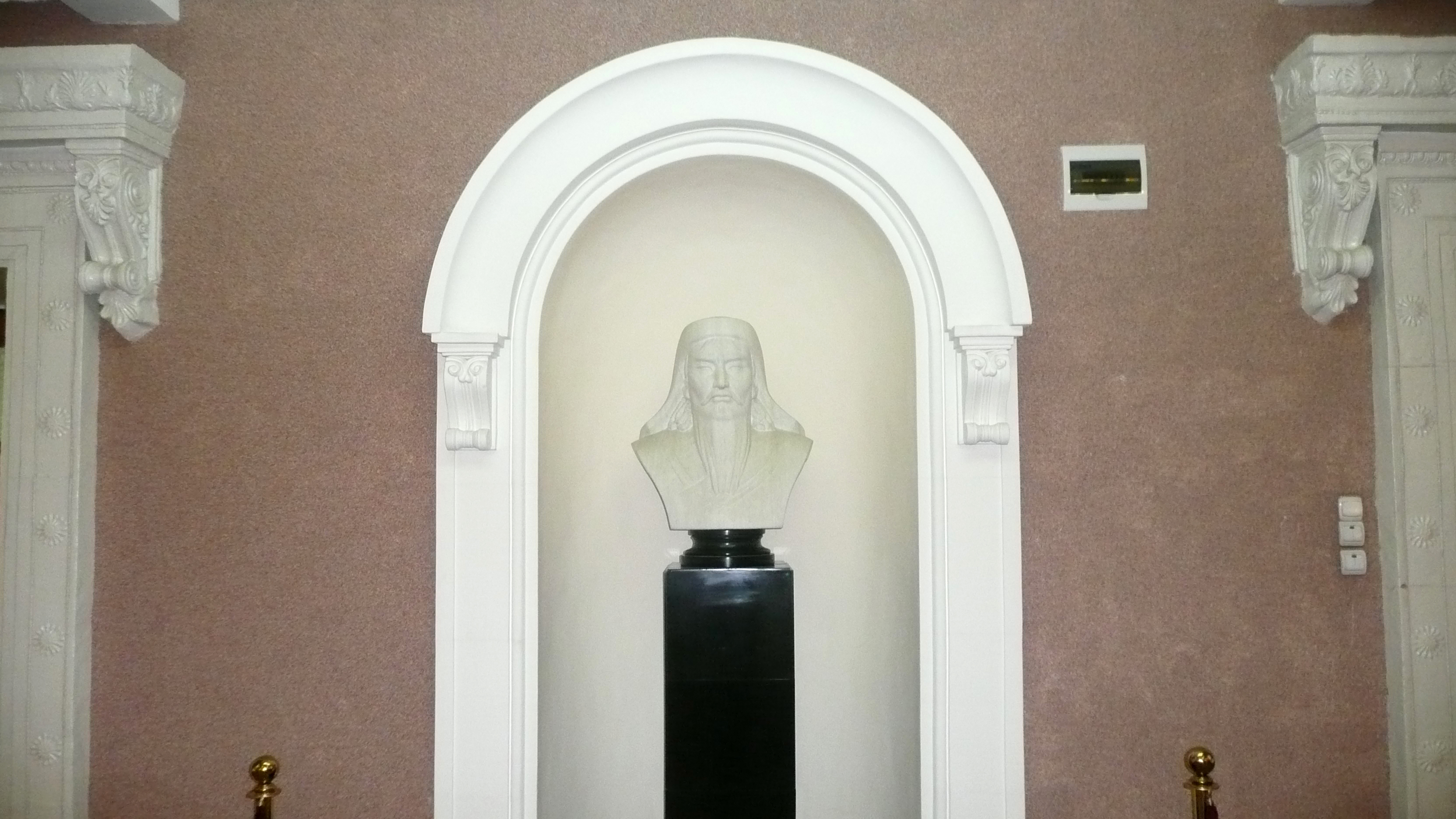
Dschingis-Khan-Büste im Parlamentsgebäude

Nach der Unabhängigkeit des Landes von China 1921 wurde die Mongolische Revolutionäre Volkspartei gegründet. Die kommunistische Revolution erfolgte mit maßgeblicher Unterstützung der Sowjetunion, wobei übergangsweise noch formal die Monarchie mit dem Bogd Khan als Kaiser geduldet wurde, der sich auch als politischer Führer verstanden und die Errichtung eines unabhängigen theokratischen Mongolischen Großreiches geplant hatte. Eine eigene Verfassung bekam die Mongolei erst 1924 nach dem Tod des Kaisers. Zwar erhielten grundsätzlich alle Staatsbürger ab 18 Jahren das Wahlrecht, doch wurden Händler, Geldverleiher, frühere Adelige und Mönche davon ausgeschlossen. Nach sowjetischem Muster wurde ein Rätesystem geschaffen: der Große Staats-Chural wählte den Kleinen Staats-Chural, der zunächst nur fünf Mitglieder hatte. Der Kleine Chural wiederum wählte ein Präsidium und einen Ministerrat, der zwölf Mitglieder hatte. 1951 wurde der Kleine Chural wieder abgeschafft.
Stalins Handlanger gingen gegen die mongolische Kultur und Religion mit äußerster Brutalität vor. Bis 1990 regierte die Mongolische Revolutionäre Volkspartei (MRVP) als Einheitspartei. Nach der Demokratisierung des Landes konnte sich der Buddhismus in der Mongolei wieder entfalten und auch der Nachfolger von Bogd Khan als 9. Bogd Gegen öffentlich in Erscheinung treten.
Es wurde neben dem Großen Staats-Chural mit rund 430 Abgeordneten erneut die zweite Kammer, der Kleine Chural mit 50 Sitzen, eingerichtet. Die Verfassung von 1992 schaffte aber die zweite Kammer wieder ab und verringerte die Zahl der Abgeordneten im Parlament.